# Casper Dyrbye Næsted
Casper Dyrbye Næsted (ur. 19 czerwca 1996 w Vallensbæk) – duński narciarz alpejski, olimpijczyk.

## Kariera
Pierwsze starcie z nartami miał mając zaledwie roczek, w wieku sześciu lat dołączył do klubu narciarskiego Skiklubben Hareskov w Værløse, gdzie zaczęła się jego prawdziwa przygoda z narciarstwem. Jego pierwszym trenerem był ojciec Flemming Dyrbye, który jak twierdził Casper był dla niego najbardziej wpływową osobą w karierze i bardzo zaangażował go w ten sport. Jego idolami są Ted Ligety i Marcel Hirscher. Obecnie poza klubem w Danii, trenuje we Włoszech w World Racing Academy pod okiem trenera Martina Fahrnera.
Na arenie międzynarodowej po raz pierwszy pojawił się 27 listopada 2011 roku w Sulden podczas zawodów National Junior Race, gdzie w gigancie zajął 68. pozycję. W dniach 19-21 lutego 2013 roku startował na olimpijskim festiwalu młodzieży Europy w Braszowie. Stanął na starcie giganta i slalomu. Najlepszy wynik osiągnął w slalomie, gdzie zajął 27. lokatę. Dwukrotnie brał udział w mistrzostwach świata juniorów. Najlepszy wynik osiągnął na MŚJ 2014, gdzie w słowackiej miejscowości Jasná w slalomie uplasował się na 45. pozycji.
Debiut w Pucharze Świata zaliczył 13 listopada 2016 roku w Levi. Wystartował wtedy w slalomie, lecz nie ukończył on pierwszego przejazdu. Jak dotąd nie zdobył jeszcze pucharowych punktów.
W 2018 roku wystartował na igrzyskach olimpijskich w Pjongczangu. Nie ukończył tam jednak pierwszego przejazdu, a w gigancie uplasował się na 60. pozycji. Na rozgrywanych cztery lata później igrzyskach w Pekinie zajął 30. miejsce w slalomie. W tej samej konkurencji zajął też między innymi 26. miejsce na mistrzostwach świata w Cortina d’Ampezzo w 2021 roku.

## Osiągnięcia

### Igrzyska olimpijskie
| Miejsce | Dzień     | Rok  | Miejscowość | Konkurencja | Czas    | Strata | Zwycięzca       |
| ------- | --------- | ---- | ----------- | ----------- | ------- | ------ | --------------- |
| 60.     | 18 lutego | 2018 | Pjongczang  | Gigant      | 2:18,04 | +20,30 | Marcel Hirscher |
| DNF1    | 22 lutego | 2018 | Pjongczang  | Slalom      | 1:38,99 | -      | André Myhrer    |
| 30.     | 16 lutego | 2022 | Pekin       | Slalom      | 1:44,09 | +13,18 | Clément Noël    |

### Mistrzostwa świata
| Miejsce | Dzień     | Rok  | Miejscowość         | Konkurencja | Czas    | Strata | Zwycięzca              |
| ------- | --------- | ---- | ------------------- | ----------- | ------- | ------ | ---------------------- |
| 59.     | 13 lutego | 2015 | Vail / Beaver Creek | Gigant      | 2:34,16 | -      | Ted Ligety             |
| 36.     | 15 lutego | 2015 | Vail / Beaver Creek | Slalom      | 1:57,47 | +18,17 | Jean-Baptiste Grange   |
| BDNF2   | 17 lutego | 2017 | Sankt Moritz        | Gigant      | 2:13,31 | -      | Marcel Hirscher        |
| 46.     | 19 lutego | 2017 | Sankt Moritz        | Slalom      | 1:34,75 | +12,49 | Marcel Hirscher        |
| 46.     | 15 lutego | 2019 | Åre                 | Gigant      | 2:20,24 | +19,62 | Henrik Kristoffersen   |
| DNF1    | 17 lutego | 2019 | Åre                 | Slalom      | 2:08,45 | -      | Marcel Hirscher        |
| 33.     | 19 lutego | 2021 | Cortina d’Ampezzo   | Gigant      | 2:05,86 | +17,10 | Mathieu Faivre         |
| 26.     | 21 lutego | 2021 | Cortina d’Ampezzo   | Slalom      | 1:46,48 | +14,87 | Sebastian Foss Solevåg |

### Mistrzostwa świata juniorów
| Miejsce | Dzień   | Rok  | Miejscowość | Konkurencja | Czas    | Strata | Zwycięzca            |
| ------- | ------- | ---- | ----------- | ----------- | ------- | ------ | -------------------- |
| 76.     | 7 marca | 2012 | Roccaraso   | Gigant      | 3:11,97 | +32,47 | Henrik Kristoffersen |
| 52.     | 9 marca | 2012 | Roccaraso   | Slalom      | 2:01,29 | +22,85 | Santeri Paloniemi    |
| 80.     | 4 marca | 2014 | Jasná       | Gigant      | 2:28,61 | +25,47 | Henrik Kristoffersen |
| 45.     | 5 marca | 2014 | Jasná       | Slalom      | 1:51,60 | +14,39 | Henrik Kristoffersen |

### Puchar Świata
- Jak dotąd Dyrbye Næsted nie zdobył jeszcze punktów PŚ.